# Happy Go Lucky
Happy Go Lucky (Brasil: Caçadora de Marido ou Amor em Flor) é um filme estadunidense de 1943, do gênero comédia musical, dirigido por Curtis Bernhardt e estrelado por Mary Martin, Dick Powell e Betty Hutton. O filme se encaixa na onda escapista, típica dos tempos de guerra, que pedia musicais leves, frívolos porém divertidos.
A canção Murder, He Says, composta por Jimmy McHugh e Frank Loesser e cantada por Betty, aparece também  em Crimes and Misdemeanors, de Woody Allen.

## Sinopse
Marjory Stuart, uma guardadora de chapéus de um clube noturno de Nova Iorque, procura um marido rico em Trinidad, onde finge ser milionária. Ela faz amizade com a cantora Bubbles Hennessy, que namora Wally Case, que é amigo de Pete Hamilton, um boa vida com muito charme e nenhum dinheiro no bolso. Eles logo descobrem que Marjory não é nada daquilo, mas ajudam-na a dar o bote no ricaço Alfred Monroe. As coisas, no entanto, vão de mal a pior, até que Wally descobre uma poção do amor. Ele a asperge inicialmente em Alfred, mas tem de fazer uso dela outras vezes, porque as coisas não saem exatamente como planejadas.

## Elenco
| Ator/Atriz    | Personagem        |
| ------------- | ----------------- |
| Mary Martin   | Marjory Stuart    |
| Dick Powell   | Pete Hamilton     |
| Betty Hutton  | Bubbles Hennessy  |
| Eddie Bracken | Wally Case        |
| Rudy Vallée   | Alfred Monroe     |
| Mabel Paige   | Senhora Smith     |
| Clem Bevans   | Senhor Smith      |
| Sir Lancelot  | Cantor de calipso |